# Лойцянский, Лев Герасимович
Лев Гера́симович Лойця́нский (первоначальное отчество Ге́ршонович; 13 [26] декабря 1900, Санкт-Петербург, Российская империя — 3 ноября 1991, Санкт-Петербург, РСФСР, СССР) — советский учёный в области механики; основал кафедру гидроаэродинамики СПбГПУ и впоследствии руководил ею в течение 40 лет.

## Биография
Родился 13 (26 декабря) 1900 года в Санкт-Петербурге в семье совладельца типографии товарищества «В. И. Андерсон и Г. Д. Лойцянский» Гершона Давидовича Лойцянского (1863—?) и его жены Бейлы-Риши Янкелевны Познер (родом из Гродно, 1864—?), перебравшихся в Петербург из Ковно за несколько лет до его рождения. Предок по линии отца — портной, по линии матери — кузнец. Семья была многодетной, Лев — пятый ребёнок. В 1908—1917 годах учился в Санкт-петербургской еврейской частной мужской гимназии И. Г. Эйзенбета, которую окончил с отличием (там же учился и его брат Давид). В том же году поступил в Военно-морское инженерное училище в Кронштадте, однако вскоре оставил училище и стал учиться на математическом отделении физико-математического факультета Петроградского университета.
Осенью 1918 году уехал в Симферополь и поступил на 2-й курс математического отделения Таврического университета. В это время там преподавали Н. М. Крылов, В. И. Смирнов, Н. С. Кошляков, Л. А. Вишневский, М. А. Тихомандрицкий. Вместе с Л. Лойцянским студентом был В. В. Немыцкий.
Во время учёбы Л. Лойцянский был мобилизован в Белую армию, около двух месяцев служил в Ставрополе, был демобилизован по состоянию здоровья. В 1921 году окончил Таврический университет. Преподавал в нём, сотрудничал в Главной инспекции военно-учебных заведений Крыма.
В апреле 1922 года возвратился в Петроград, поступил на 3-й курс физико-механического факультета Политехнического института. Стал ассистентом А. А. Фридмана.
Доктор физико-математических наук (1935; без защиты диссертации). Один из создателей кафедры гидроаэродинамики Политехнического института (1935). С 1935 года работал также научным консультантом в ЦАГИ.
Во время Великой Отечественной войны в эвакуации в Казани (1941—1942), штатный сотрудник Казанского филиала ЦАГИ. В 1942—1945 годах работает в ЦАГИ в Стаханово (ныне Жуковский Московской области) начальником расчётного отдела аэродинамической лаборатории.
С 1945 года вновь работал в ЛПИ имени М. И. Калинина.
Вошёл в первоначальный состав Национального комитета СССР по теоретической и прикладной механике (1956).
Умер 3 ноября 1991 года в Санкт-Петербурге. Похоронен на Комаровском кладбище

## Научная деятельность
Лев Герасимович — крупнейший специалист по теории пограничного слоя и турбулентности, автор фундаментальных монографий и учебников по гидрогазодинамике и теоретической механике.

### Труды
- Теоретическая механика / Лойцянский Л. Г., Лурье А. И.. — Л.-М.: ГТТИ. — В 3-х частях: Ч.1, 1932—307 с.; Ч.2, 1933—452 с.; Ч.3, 1934—624 с.
- «Курс теоретической механики» / Лойцянский Л. Г., Лурье А. И. (учебник, 1-е издание в 1934 г.)
- «Основы механики вязкой жидкости» / Проф. Л. Г. Лойцянский ; Составили: С. Н. Сыркин и В. А. Шваб; Под общ. ред. проф. Л. Г. Лойцянского ; Ленингр. физ.-механич. ин-т. — Ленинград : Кубуч, 1932—1933
  - Вып. 1: Введение в теорию физического поля кинематики жидкостей. — 1932—1933. — Обл., тит. л., 111 с. : черт.
  - Вып. 2: Динамика жидкости. — 1933. — 272 с. : ил.
- «Аэродинамика пограничного слоя» (1941)
- Механика жидкости и газа / Лойцянский Л. Г. — Москва ; Ленинград : Гос. изд-во техн.-теорет. лит., 1950. — 676 с. : ил.; 23 см. (учебник)
- Ламинарный пограничный слой / Лойцянский Л. Г. — Москва : Физматгиз, 1962. — 479 с. : черт.; 22 см.
- Из моих воспоминаний. Записки профессора-политехника. Составитель И. Л. Лойцянская. — СПб.: Б.С.К., 1998. − 139 с. ISBN 5-88925-044-2

## Семья
- дочь — Ирина Львовна Лойцянская (р. 1933)
- племянница — советский биохимик, доктор биологических наук, профессор Мириам Самуиловна Лойцянская (1912—?).

## Награды и премии
- Сталинская премия второй степени (1946) — за научные исследования в области аэродинамики самолёта при больших скоростях полёта, результаты которых изложены в статьях: «Пограничный слой в сжимаемом газе», «Приближённый метод расчёта ламинарного пограничного слоя на крыле», «Ламинарный пограничный слой на теле вращения», «Расчёт коэффициентов сопротивления крыловых профилей с учётом сжимаемости воздуха», «Пограничный слой крылового профиля при больших скоростях» (1942—1944)[6]
- заслуженный деятель науки и техники РСФСР (1968)
- орден Ленина
- два ордена Трудового Красного Знамени (в том числе 16.09.1945)
- орден Красной Звезды
- медали